# Pendant la peste
Pour plus de détails, voir Fiche technique et Distribution.
Pendant la peste (titre original : Mens Pesten raser) est un film danois muet réalisé par Holger-Madsen, sorti en 1913.

## Synopsis
Il s'agit d'un drame traitant de la jalousie, sur un fond d'épidémie de peste. Un médecin hésite à sauver l'amant de sa femme, atteint par la maladie.

## Fiche technique
- Titres français : Pendant la peste
- Titre original : Mens Pesten raser
- Réalisation : Holger-Madsen
- Scénario : Otto Rung
- Directeurs de la photographie : Marius Clausen
- Sociétés de production : Nordisk Film
- Longueur : 1270 mètres (4 bobines)
- Format : Noir et blanc - Muet
- Dates de sortie :
  -  Danemark : 1er septembre 1913

## Distribution
- Rita Sacchetto (it) : Alice Warren
- Carlo Wieth : Capitaine Alston
- Carl Lauritzen (en) : Dr Warren